# Insulina glargina
La insulina glargina, comercializada por Lantus, entre otras,  es una insulina de acción prolongada, utilizada en el tratamiento de la diabetes tipo I y tipo II. No es la insulina de acción prolongada usualmente recomendada en el Reino Unido. Se usa una vez al día como inyección subcutánea. Los efectos generalmente comienzan una hora después de su uso.
Los efectos secundarios comunes incluyen niveles bajos de azúcar en la sangre, problemas en el lugar de la inyección, picazón y aumento de peso. Otro efecto secundario grave puede ser una disminución de potasio en sangre. El uso de la insulina NPH en lugar de la insulina glargina generalmente se prefiere en el embarazo. Después de la inyección, los microcristales liberan la insulina lentamente durante aproximadamente 24 horas. Esta insulina hace que los tejidos corporales absorban la glucosa de la sangre y disminuye la producción de glucosa en el hígado.
La insulina glargina fue aprobada para uso médico en los Estados Unidos en el año 2000. En los Estados Unidos, el costo mayorista por 100 unidades es de aproximadamente US$26 en base al año 2018. En el Reino Unido, esta cantidad le cuesta al NHS aproximadamente £2,35. En 2016, fue el 22º medicamento más recetado en los Estados Unidos con más de 26 millones de recetas.

## Usos médicos
La clase de insulinas de acción prolongada, que incluye a la insulina glargina, no parece ser mucho mejor que la insulina NPH, pero tiene un costo mayor, por lo que, a partir de 2010, no es rentable para el tratamiento de la diabetes tipo 2. No está claro si hay una diferencia en la hipoglucemia dado lo grande de la dosis y no hay suficientes datos para determinar las diferencias con respecto a los resultados a largo plazo.

### Mezcla con otras insulinas
A diferencia de otras insulinas de acción prolongada (por ejemplo, NPH), la glargina no debe diluirse o mezclarse con otra insulina o solución en la misma jeringa. Sin embargo, esta restricción ha sido cuestionada.

## Efectos adversos
Los efectos secundarios comunes incluyen niveles bajos de azúcar en la sangre, problemas en el lugar de la inyección, picazón y aumento de peso. Los efectos secundarios graves incluyen niveles bajos de potasio en sangre.
Para el año 2012, la evidencia provisional no muestra asociación entre la insulina glargina y el cáncer. Estudios anteriores habían planteado preocupaciones.

## Farmacología

### Mecanismo de acción
La insulina glargina difiere de la insulina humana al reemplazar la asparagina por glicina en la posición 21 de la cadena A y por la extensión carboxi-terminal de la cadena B por 2 residuos de arginina.  Los aminoácidos arginina cambian el punto isoeléctrico de un pH de 5,4 a 6,7, lo que hace que la molécula sea más soluble a un pH ácido y menos soluble a un pH fisiológico. El cambio isoeléctrico también permite la inyección subcutánea de una solución clara. La sustitución de glicina evita la desamidación de la asparagina sensible al ácido a pH ácido. En el espacio subcutáneo neutro, se forman agregados de orden superior, lo que resulta en una lenta disolución y absorción sin pico en el lugar de inyección. Puede alcanzar un nivel parejo durante al menos 24 horas.

### Aceptación y distribución corporal
La insulina glargina está formulada a un pH ácido 4, donde es completamente soluble en agua. Después de la inyección subcutánea del soluto ácido (que puede causar incomodidad y una sensación de escozor), cuando se logra un pH fisiológico (aproximadamente 7,4), el aumento del pH hace que la insulina salga de la solución, lo que da lugar a la formación de agregados de orden superior de hexámeros de insulina. La agregación de orden superior ralentiza la disociación de los hexámeros en monómeros de insulina, la unidad funcional y fisiológicamente activa de la insulina. Este proceso gradual asegura que pequeñas cantidades de insulina glargina se liberen en el cuerpo de manera continua, dando un perfil casi sin pico. 

## Historia
El desarrollo de insulina glargina se realizó en el centro de competencia de biotecnología de Sanofi-Aventis en Frankfurt-Höchst. Sanofi suministra el producto a más de 100 países y a más de 3,5 millones de pacientes en todo el mundo. Esto hace que Lantus sea el producto farmacéutico de exportación más grande e importante de Alemania.  Sanofi-Aventis aumentó su facturación con Lantus en torno al 28%, hasta los 2,45 millones de euros, de los cuales 130 millones provienen de Alemania, donde aprox. 1,8 millones de personas con diabetes utilizan el producto. En 2007, Lantus fue el décimo quinto producto farmacéutico más vendido en Alemania. 
La inversión en la producción de Lantus y la fabricación de insulina en Frankfurt-Höchst costó 700 millones de euros. En 2008, se estableció una nueva planta de fabricación para la fabricación de lápices de insulina con una inversión de 150 millones de euros. En Sanofi-Aventis, la producción de Lantus creó 3000 empleos en Berlín y Frankfurt-Höchst. 
El 9 de junio de 2000, la Comisión Europea aprobó formalmente el lanzamiento de Lantus por Sanofi-Aventis Germany Ltd. en toda la Unión Europea. La admisión fue prolongada el 9 de junio de 2005.
Una formulación tres veces más concentrada, comercializada como Toujeo, se introdujo después de la aprobación de la FDA en 2015.

## Vencimiento de la patente
La protección de patentes para la insulina glargina expiró en la mayoría de los países en 2015. La insulina glargina del competidor Eli Lilly estuvo disponible en la mayoría de los países durante 2015, bajo las marcas comerciales Basaglar (en los EE. UU.) y Abasaglar (en la UE). La insulina glargina biosimilar solo se ha comercializado con una bajo la presentación de 100U/mL hasta la fecha, y los equivalentes biosimilares en la concentración de 300U/mL de Toujeo aún no se han lanzado.